# ドラギニャン
ドラギニャン（Draguignan）は、フランス、プロヴァンス＝アルプ＝コート・ダジュール地域圏ヴァール県のコミューン。1974年以降郡庁所在地となっている。ヴェルドン渓谷への玄関口となっている。

## 地理
平均標高200m地点に市街がある。最高標高はマルモンの603mである。主要河川は、アルジャン川に合流するナルテュビ川である。

## 由来
この地には、僧侶の聖Hermentaire (Saint Hermentaire)がドラゴンを退治して人々を救った伝説があり、地名はラテン語の“Draco/Draconem”（ドラゴン）に由来し、ローマ時代にドラギニャンという名の語源が定まったとされる。中世の文献全てにおいて（最古の物は909年）、わずかに変形したラテン語のドラゴニアヌム（Dragonianum）またはドラグイニアヌム（Draguinianum）の名で記されている。

## 歴史

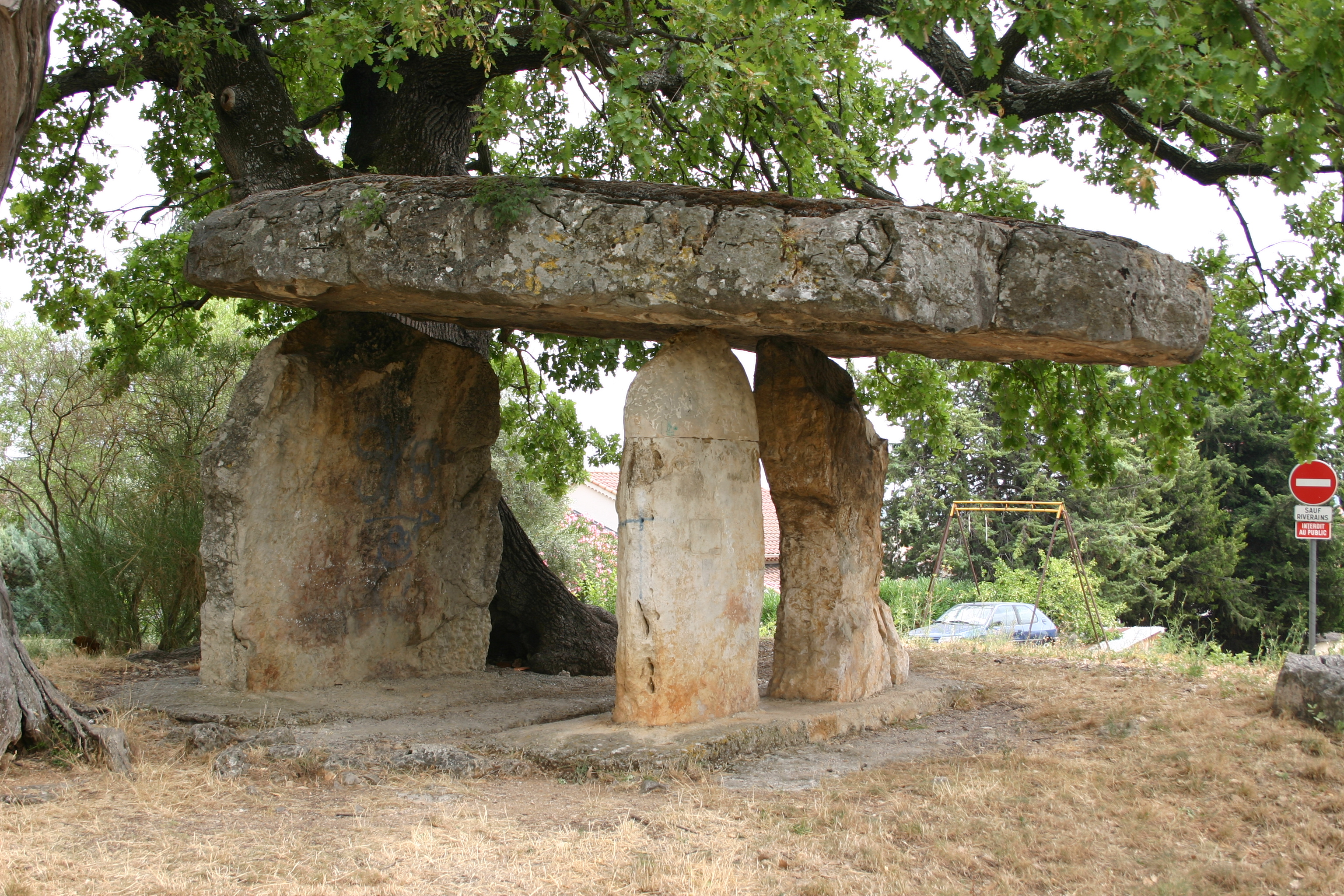
ドルメン

ローマ帝国が滅亡してから1000年まで、ドラギニャンについて伝わるのは墓や遺跡、礼拝堂、司教の名といったわずかなことしか伝えられていない。909年、クリュニー修道院の文献においてその名が初めて記された。わずか100年後には、騎士と貴族が治めるドラギニャンに領主が現れた。岩山の上に建てられた防衛設備の地には、現在時計塔が立っている。ドラギニャンは、当時独立国であったプロヴァンス伯領の一部となった。ドラギニャンを既に治めていたのは貴族たちの集まりであったが、バイル（bayle）と呼ばれるプロヴァンス伯の3人の代官がドラギニャンに移り住んだ。この時代に町は繁栄した。13世紀、バルセロナ伯がプロヴァンス伯を兼ねるようになり、市街の周囲に城壁が築かれた。商業が盛んとなり、多くの修道院が建設された。
16世紀、ドラギニャンは黒死病流行、飢饉、経済危機、夜盗の跋扈といった暗黒の時代を迎えた。1341年から1357年まで、山賊の一団に攻撃され続けていたことが知られる。1300年には人口約3500人であったのが、1470年にはわずか1800人程度に減少した。15世紀から16世紀、プロヴァンス伯領を巡りヴァロワ＝アンジュー家とナポリ王家とが争った。
1481年、ドラギニャンを含むプロヴァンス伯領はフランス王国に併合された。
宗教改革時代、ドラギニャン全体はカトリック派であったものの、幾度もプロテスタント派からの攻撃にさらされた。1590年10月にはサヴォイア公カルロ・エマヌエーレ1世に占領された。
17世紀、ドラギニャンにおける封建制度が崩壊した。ドラギニャンがフロンドの乱でフロンド側についたことで、ルイ14世はドラギニャン最古の時計塔を破壊した。しかし数十年後に王は時計塔の再建を許した。
フランス革命でジロンド派についたドラギニャンは、続くフランス第一帝政期に繁栄の時代を迎えた。1814年にナポレオン・ボナパルトが敗退すると、王政復古で即位したルイ18世を歓迎した。1815年、ドラギニャンはオーストリアに占領された。シャルル10世時代には裁判所が設置され、1836年には劇場が建設された。19世紀全体を通じてドラギニャンは繁栄した。
1870年代にフィロクセラ流行でドラギニャンのブドウ畑は被害を受けた。1907年にドラギニャンのワイナリーは協同組合を設立させた。
第二次世界大戦中の1942年、ドラギニャンはイタリア軍に占領された（イタリア南仏進駐領域）。続く1944年、ドイツ軍が侵攻してきた。ドイツの将軍ノイリンクはドラギニャンに移り住み、ゲシュタポと警察隊がドラギニャンで活動した。ドラギニャン市民の多くが町を離れ、人里離れたヴァール高地へ潜んだ。レジスタンス運動は迅速に広がった。1944年8月15日、フランス国内軍（fr:Forces françaises de l'intérieur）によってドラギニャンは解放された。
戦後、カンジュエル基地や軍学校の設置が行われた。

## 経済
農業（オリーブ、ブドウ）が盛んであるが、軍事、教育、病院、刑務といった公務に就く人々も多い。

## 人物
出身者
- クロード・ゲイ（植物学者）
- アラン・コンヌ（数学者）

居住者
- ダニエル・ビダル（歌手）

## 姉妹都市
- トゥットリンゲン、ドイツ